# Renașterea Națională Poloneză
Narodowe Odrodzenie Polski (NOP) (Renașterea Națională a Poloniei în poloneză) este o organizație naționalistă de extrema dreaptă din Polonia. A fost fondată în anul 1981. 